# Missy Franklin
Melissa Jeanette "Missy" Franklin, född 10 maj 1995 i Pasadena, är en amerikansk simmare. 
Franklin är fyrfaldig OS-guldmedaljör och tidigare världsrekordhållare på 200 meter ryggsim (kortbana och långbana) och amerikansk rekordhållare på 100 och 200 meter ryggsim (långbana). Dessutom, som en medlem av US National Team, hade hon världsrekordet på 4×100 meter medley lagkapp (kortbana och långbana).
I sin olympiska debut under Olympiska sommarspelen 2012 i London som 17-årig vann Franklin guld på distanserna 100 och 200 meter ryggsim, och vann total fem medaljer, varav fyra var guld. Franklins framgångar har lett till att hon blev FINA Swimmer of the Year under 2011. Totalt har hon vunnit 23 medaljer i stora internationella tävlingar: sexton  guld, tre silver och fyra brons.